# Hilma af Klint
Hilma af Klint née le 26 octobre 1862 à Stockholm et morte le 21 octobre 1944 est une peintre suédoise, théosophe et pionnière dans l'art abstrait : ses œuvres comptent parmi les premières œuvres abstraites occidentales.
Af Klint a voué sa vie et son travail à l'exploration de l'invisible. Ce tournant vers l’abstraction et le symbolisme lui vient de son intérêt pour la théosophie et le spiritisme, très en vogue en Europe à la fin du XIXe et au début du XXe siècle. Ses peintures, qui ressemblent parfois à des diagrammes, sont une représentation visuelle d'idées et de recherches spirituelles complexes.

## Biographie

### Jeunesse
Née le 26 octobre 1862 au château de Karlberg à Stockholm, Hilma af Klint est issue d'une famille comptant plusieurs générations d'officiers et d'ingénieurs de marine et de cartographes. Sa famille passe ses étés dans son manoir de Hanmora sur l’île Adelsö du lac Mälar près de Stockholm. Cet univers idyllique, au contact de la nature, marque Hilma qui s’en inspirera dans sa création artistique. Plus tard, elle vient s’installer de manière permanente à Munsö, l’île voisine d'Adelsö, fief de la famille af Klint.
De sa famille, Hilma hérite d'un intérêt marqué pour les mathématiques et la botanique, mais c’est dans le monde artistique qu’elle trouve sa voie. Très douée, elle prend, très jeune, des cours de peinture, notamment de portrait.

### Peintre
À 18 ans, elle entre à l’École technique artistique de Stockholm (Tekniska Skolan, appelée aujourd’hui Konstfack), et poursuit ses études à l’Académie des beaux-arts de Stockholm (Konstakademien).
Il n’y a, à l’époque, qu’une poignée de femmes qui suivent des études supérieures, elle fait donc partie de la première génération de femmes qui étudient aux côtés de leurs collègues masculins.

### Une peintre naturaliste et non figurative

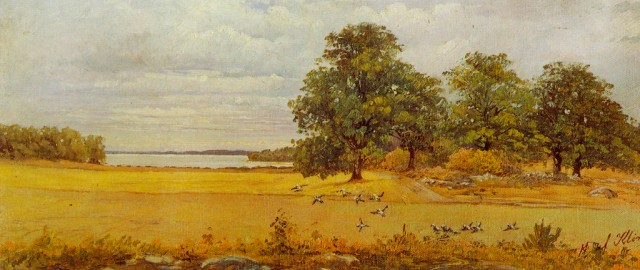
Eftersommar (Fin d'été) 1903, exemple de peinture naturaliste dont a vécu Hilma af Klint.

Sa peinture académique (portraits, paysages, illustrations botaniques) est pour elle une modeste source de revenus, tout au long de sa vie.
Sa véritable œuvre, à ses propres yeux et celle pour laquelle elle est aujourd’hui reconnue, est d’un tout autre genre : dans son atelier à Stockholm, c'est à la peinture abstraite qu'Hilma af Klint se voue.

### Influence du spiritisme et de la théosophie
Pendant ses études, elle fait la connaissance de Anna Cassel (en). Elle s'intéresse à la théosophie de Madame Blavatsky, à la philosophie rosicrucienne de Christian Rosencreutz et adhère à la Société théosophique en 1889.
En 1896, af Klint, Anna Cassel et trois autres femmes forment le groupe Les Cinq (de Fem), un groupe voué à l'étude de la médiumnité qui se réunit tous les vendredi pour des rencontres spirituelles, comprenant des prières, l'étude du Nouveau Testament, des méditations et des séances de spiritisme. Elles entrent en contact avec « Les Maîtres » (Höga Mästare), esprits d'une autre dimension, qui les incitent à s'initier à l'écriture et la peinture automatiques. Hilma af Klint se sent guidée par une force qui lui dicte littéralement sa création. Selon Les Maîtres, elle aurait été désignée pour créer les tableaux du Temple — mais elle ne sait jamais vraiment ce que les esprits entendent précisément par ce terme. Ses premières œuvres abstraites sont réalisées en peinture automatique, et la première partie des grandes peintures vouées au Temple prennent forme dans un état de quasi-transe. Elle écrit dans ses carnets de notes :

« Les peintures se sont peintes directement à travers moi, sans esquisse préliminaire et avec grande force. Je n'avais aucune idée de ce que ces images allaient représenter, néanmoins je travaillais vite et avec assurance, sans changer aucun trait de pinceau,. »

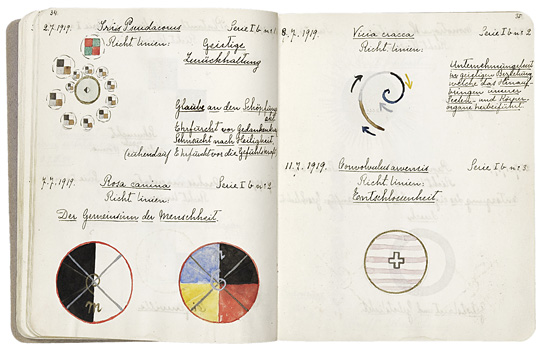
Cahier de dessins et d'études, 2-11 juillet 1919, Stockholm.

Au fur et à mesure que Hilma af Klint découvre cette nouvelle forme d'expression visuelle, elle en développe le langage artistique, et son travail devient plus autonome et plus intentionnel. L'influence spirituelle reste toute sa vie la source créatrice de sa peinture.
Son monde artistique est rempli de symboles, de lettres et de mots. Les tableaux expriment souvent une dualité ou une réciprocité symétrique : entre haut et bas, intérieur et extérieur, terrestre et spirituel, masculin et féminin, bien et mal. Le choix des couleurs est également métaphorique : le bleu pour l'esprit féminin, le jaune pour l'esprit masculin et le rose ou le rouge pour l'amour. Le Cygne et le Pigeon, titres de deux séries des tableaux du Temple, sont également des animaux symboliques, représentant respectivement la transcendance et l'amour. Tels des portails vers d'autres dimensions, ses peintures appellent à une interprétation narrative et ésotérique autant qu'artistique. En 1906, après vingt ans de vie d’artiste et à l’âge de 44 ans, elle peint sa première série de peintures abstraites.
En 1908, elle fait connaissance de Rudolf Steiner, fondateur de l'anthroposophie, de passage à Stockholm, il l'initie à ses propres théories sur l'art. Il a une certaine influence sur sa peinture tardive. Plusieurs années plus tard, en 1920, elle le retrouve au Goetheanum, siège de la Société anthroposophique universelle à Dornach en Suisse. Entre 1921 et 1930, elle y passe de longues périodes, marquant ainsi une pause dans sa création artistique.

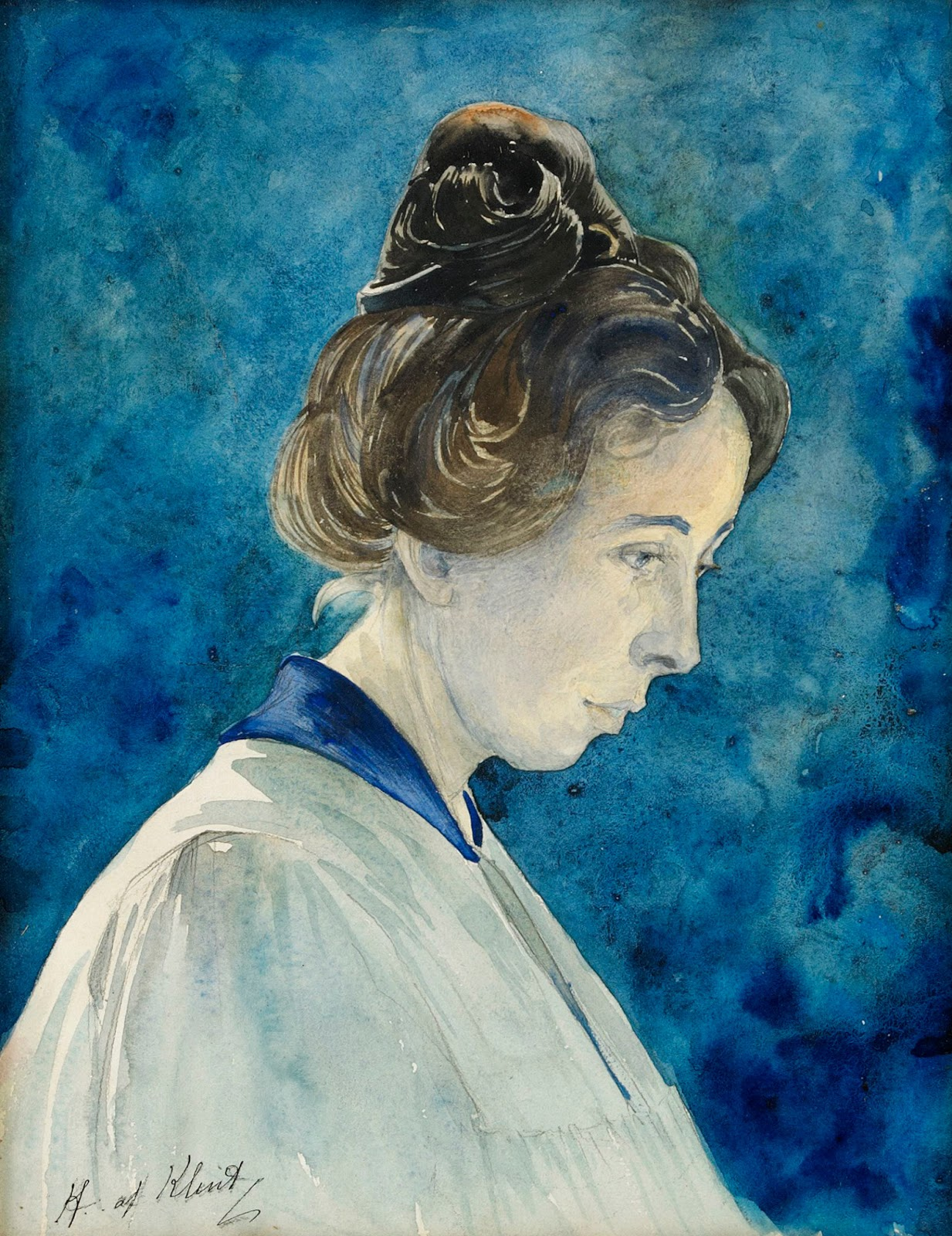
Autoportrait, non daté, Stockholm.

Si l'on retrouve cet attrait pour la spiritualité chez d’autres artistes contemporains comme Wassily Kandinsky, Piet Mondrian ou les nabis, la transition artistique de Hilma af Klint vers l’art abstrait et la peinture non figurative s'effectue cependant sans contact avec les mouvements modernistes de l'époque. Son travail est tout d’abord spirituel, et son œuvre artistique en est la conséquence.

### Son grand œuvre: leTemple
Entre 1906 et 1915, Hilma af Klint peint la série de peintures consacrées au Temple, réalisées en deux phases avec une interruption entre 1908 et 1912. Cette œuvre compte au total 193 tableaux regroupés en plusieurs sous-séries. Les pièces maîtresses, peintes en 1907, sont de taille imposante : chaque tableau mesure environ 2,40 × 3,20 m. Cette série, intitulée Les Dix plus grands, décrit les différents stades de la vie depuis la petite enfance jusqu'à la vieillesse.

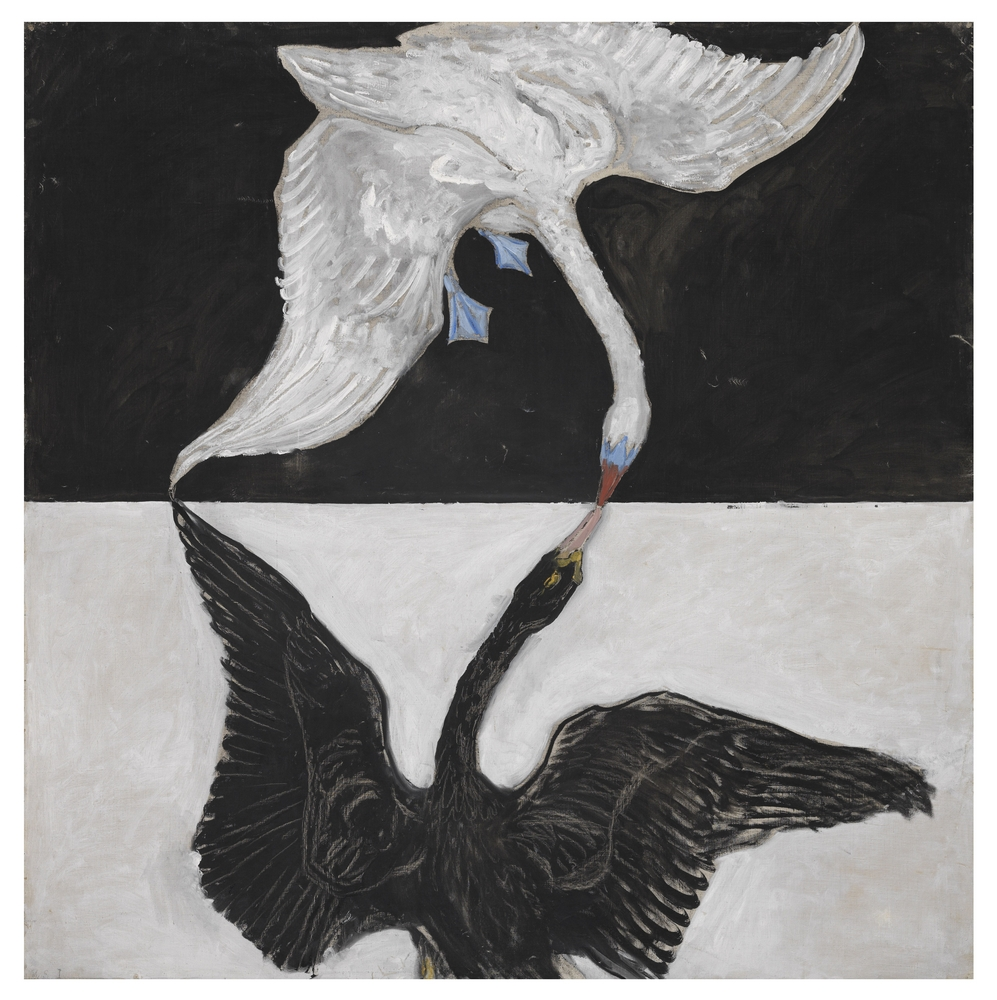
Le Cygne, no 1 IX-SUW, 1915, Stockholm.

Après l’achèvement de ce grand œuvre, elle continue ses peintures symboliques. Alors que les tableaux du Temple sont pour la plupart des peintures à l'huile, elle utilise par la suite surtout l'aquarelle dans des œuvres aux dimensions plus modestes. Elle peint entre autres une série d'études sur les différentes religions, ainsi que des représentations de la dualité entre l'être physique et son équivalent sur le plan ésotérique. Elle poursuit ses recherches artistiques ésotériques, et, à partir des années 1920, il est possible d'y percevoir une inspiration des théories artistiques développées par la Société anthroposophique.

### Dernières années
Tout au long de sa vie, Hilma af Klint a cherché à comprendre les mystères qu'elle a entrevus dans son travail, laissant derrière elle cent cinquante cahiers de notes de réflexions et d'étude.
Son œuvre majeure — le Temple —, incomprise, a été rejetée par Rudolf Steiner, aussi n’a-elle jamais osé montrer sa peinture abstraite à ses contemporains, estimant que le monde et l'époque dans laquelle elle vivait n'étaient pas prêts pour les recevoir. Plus de 1 200 tableaux ont été ainsi soigneusement roulés et l'ensemble stocké dans son atelier.
Elle meurt le 21 octobre 1944 à la suite d'un accident de la route.

## Postérité
Dans son testament, Hilma af Klint lègue l'ensemble de sa peinture abstraite à son neveu, Erik af Klint (en), vice-amiral de la marine royale suédoise en précisant que les œuvres doivent rester scellées au minimum vingt ans après sa mort. Lorsque les caisses sont ouvertes à la fin des années 1960, rares sont donc les personnes qui connaissent ce qui va leur être révélé.
Il faut attendre encore vingt années supplémentaires avant la première exposition : son œuvre abstraite est montrée au grand public pour la première fois lors de l’exposition The Spiritual in Art, Abstract Painting 1890-1985, tenue à Los Angeles en 1986, et qui marque le début de sa renommée internationale.
La collection de peintures abstraites de Hilma af Klint compte plus de 1 200 peintures. Elle est gérée par la Fondation Hilma af Klint à Stockholm.

Œuvres de Hilma af Klint, Stockholm, Hilma af Klint Foundation
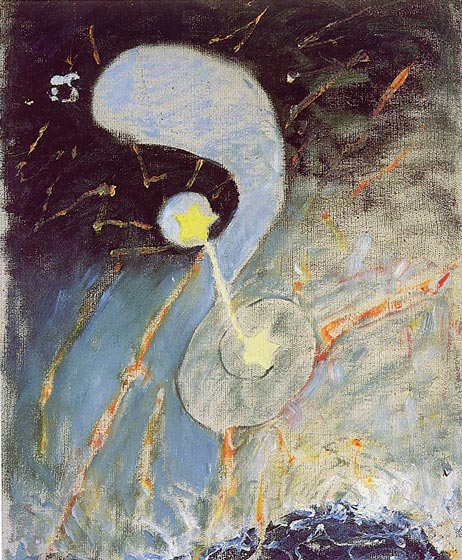
Chaos Primordial, no 2, 1906.
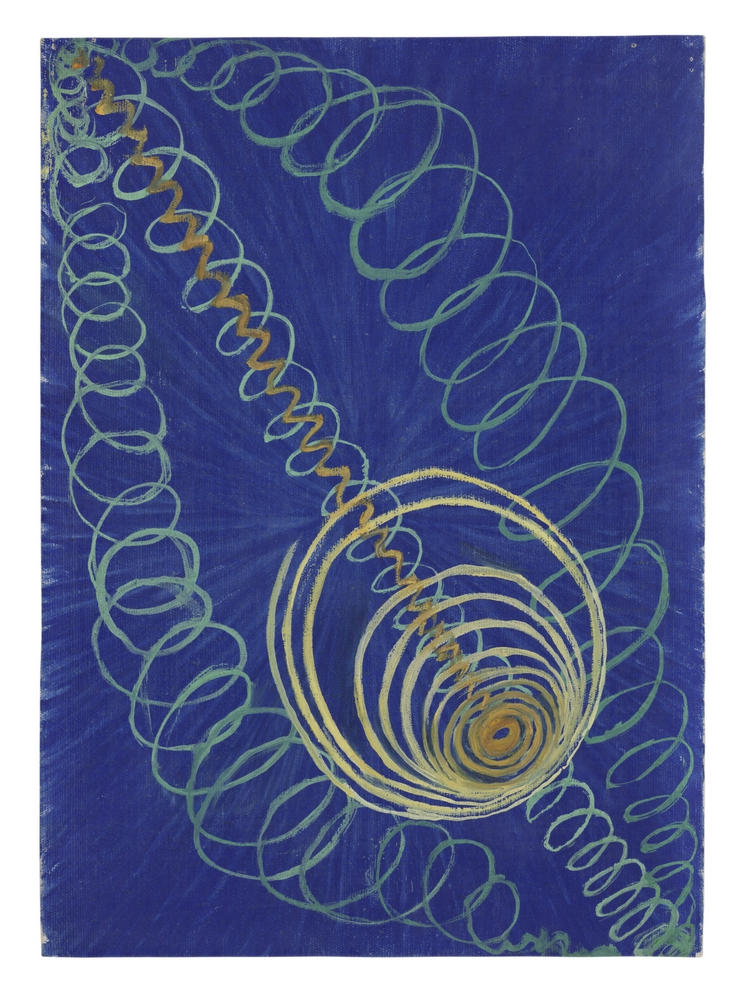
Chaos Primordial, no 16, Groupe 1, 1906-1907.
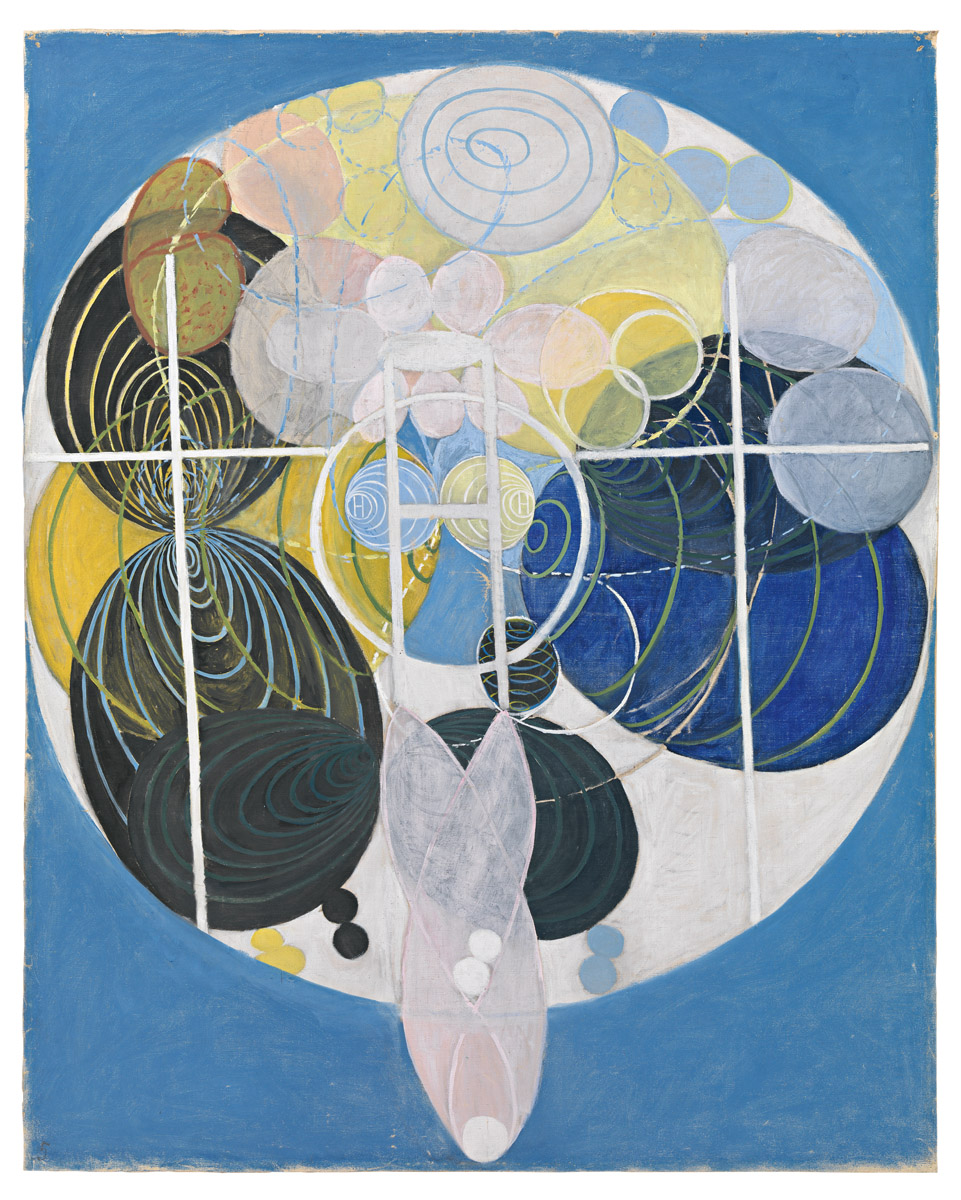
La Clé du travail jusqu'à ce point, 1907.
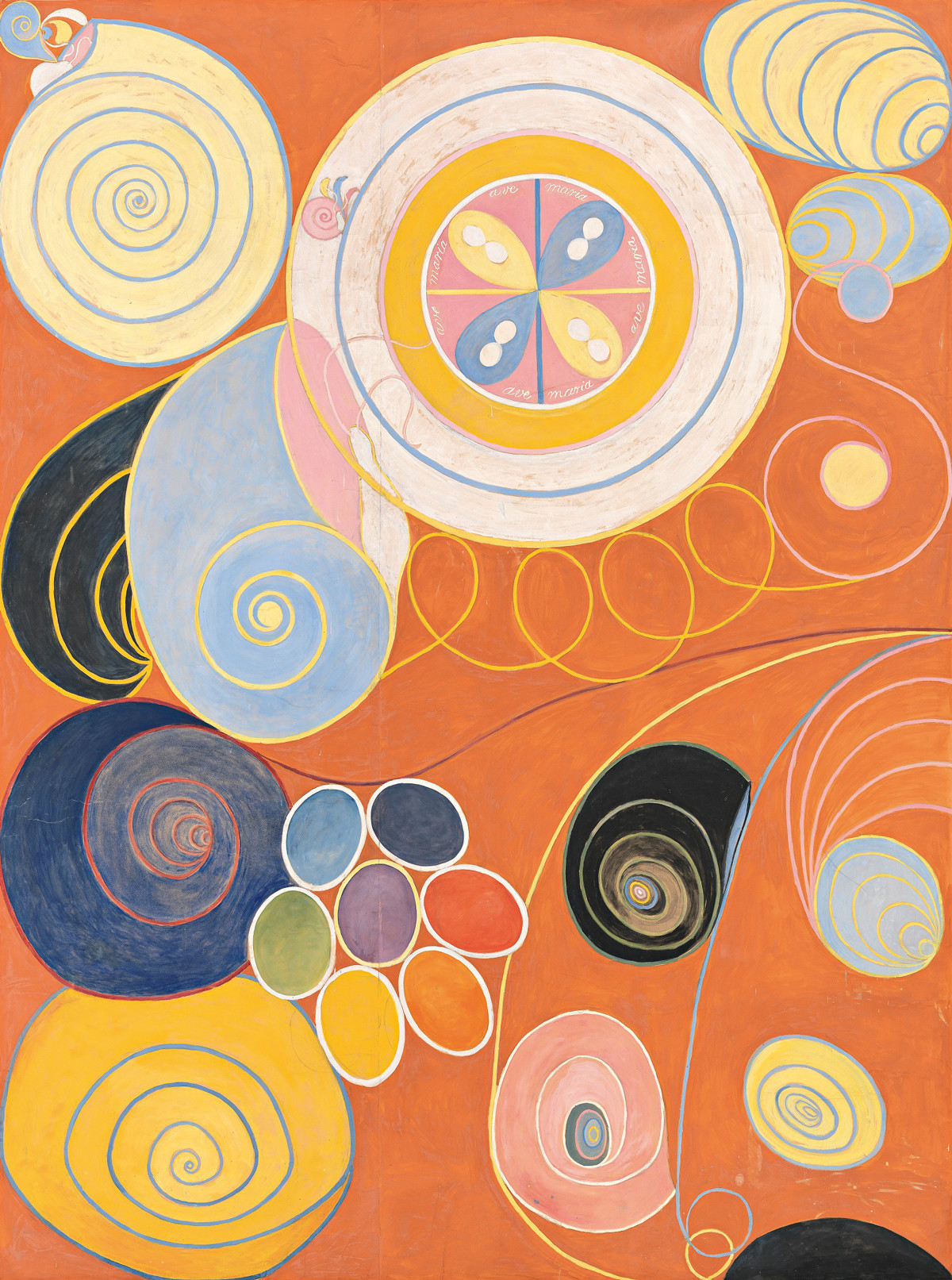
Les Dix plus grands, no 3, La Jeunesse, Groupe 4, 1907.
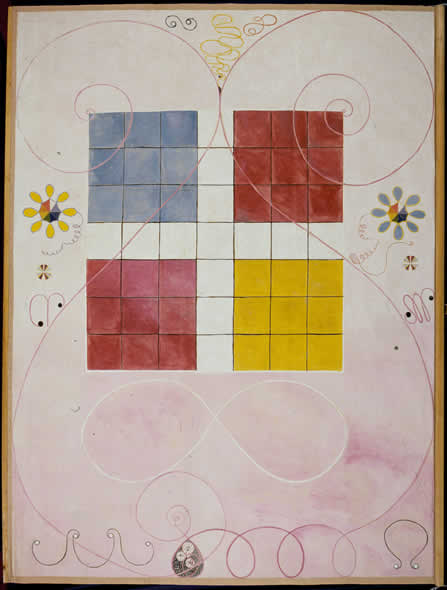
Les Dix plus grands, no 10, L'âge Mur, Groupe 4, 1907.
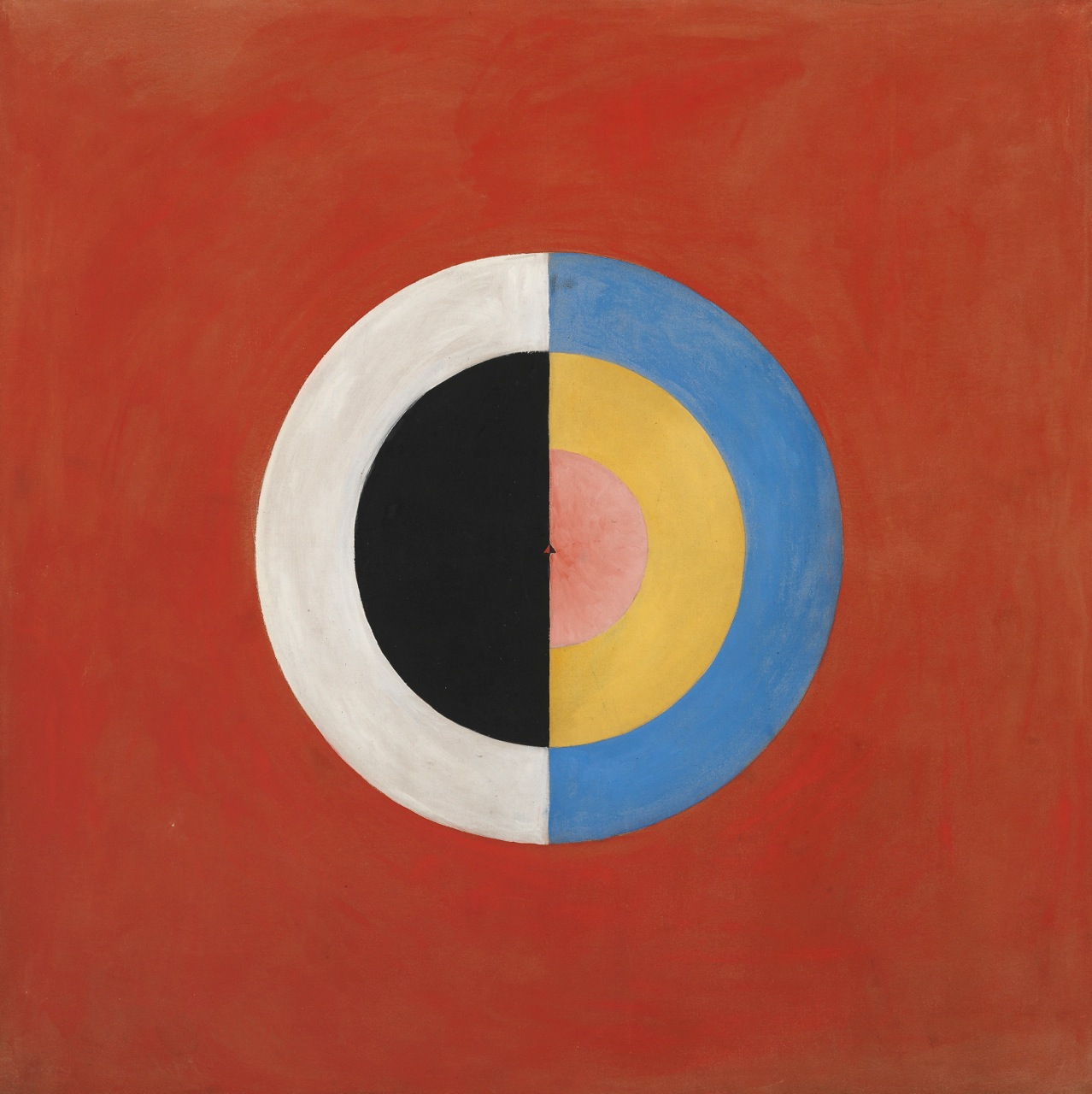
Le Cygne, no 17, Groupe 9, 1915.
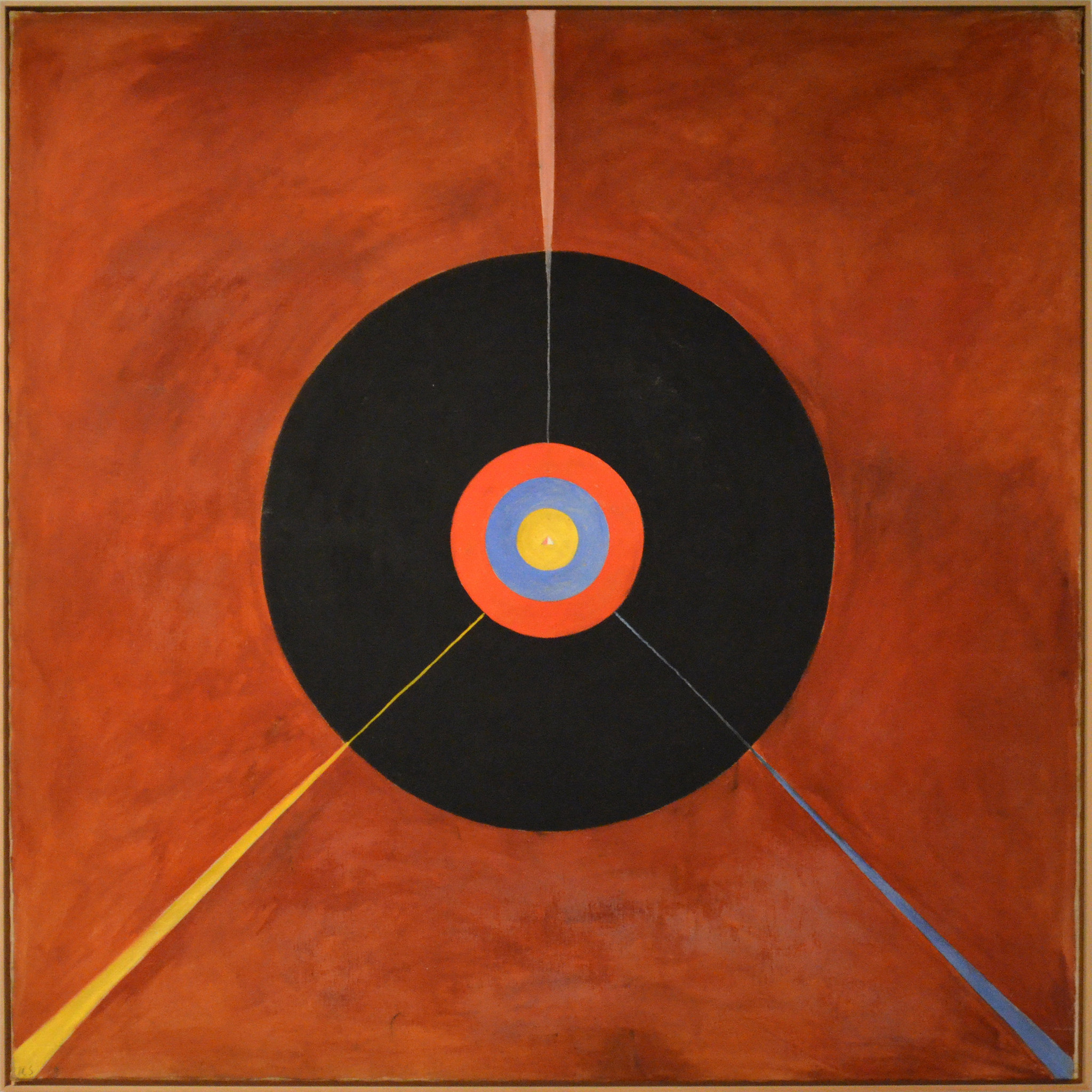
Le Cygne, no 18, Groupe 9, 1915.
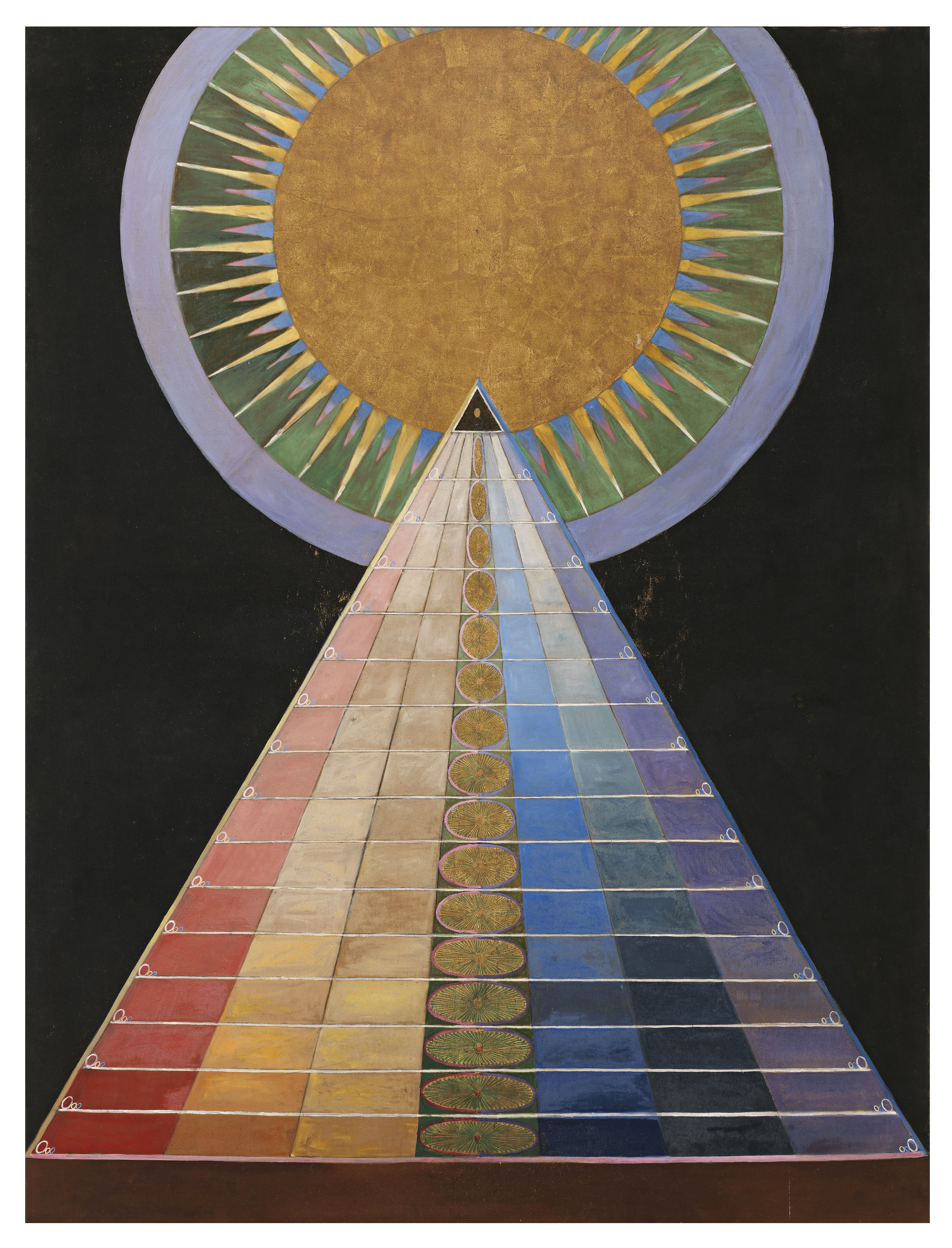
Retable, no 1, Groupe 10, 1915.
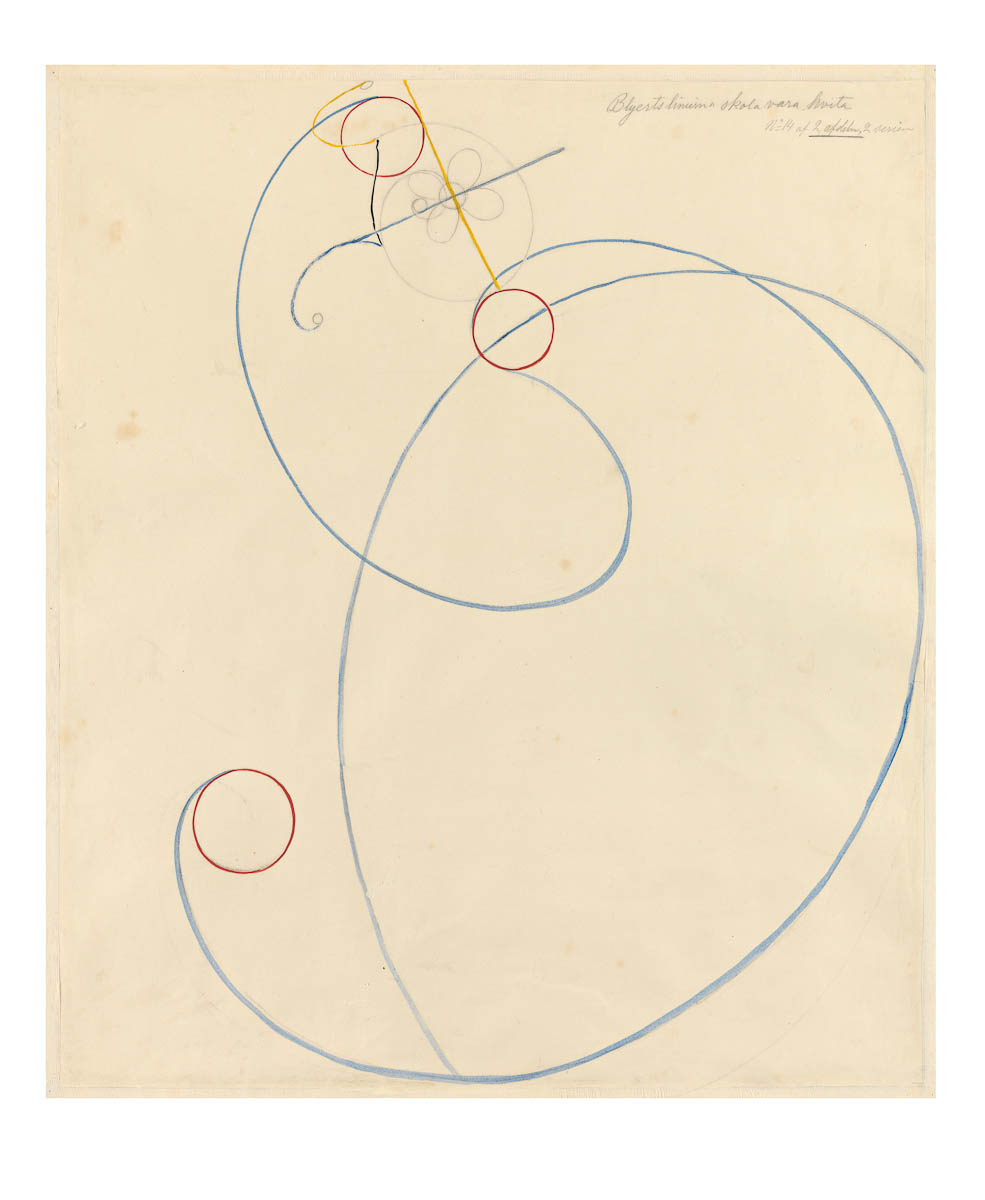
Étoile à sept branches, 1915.
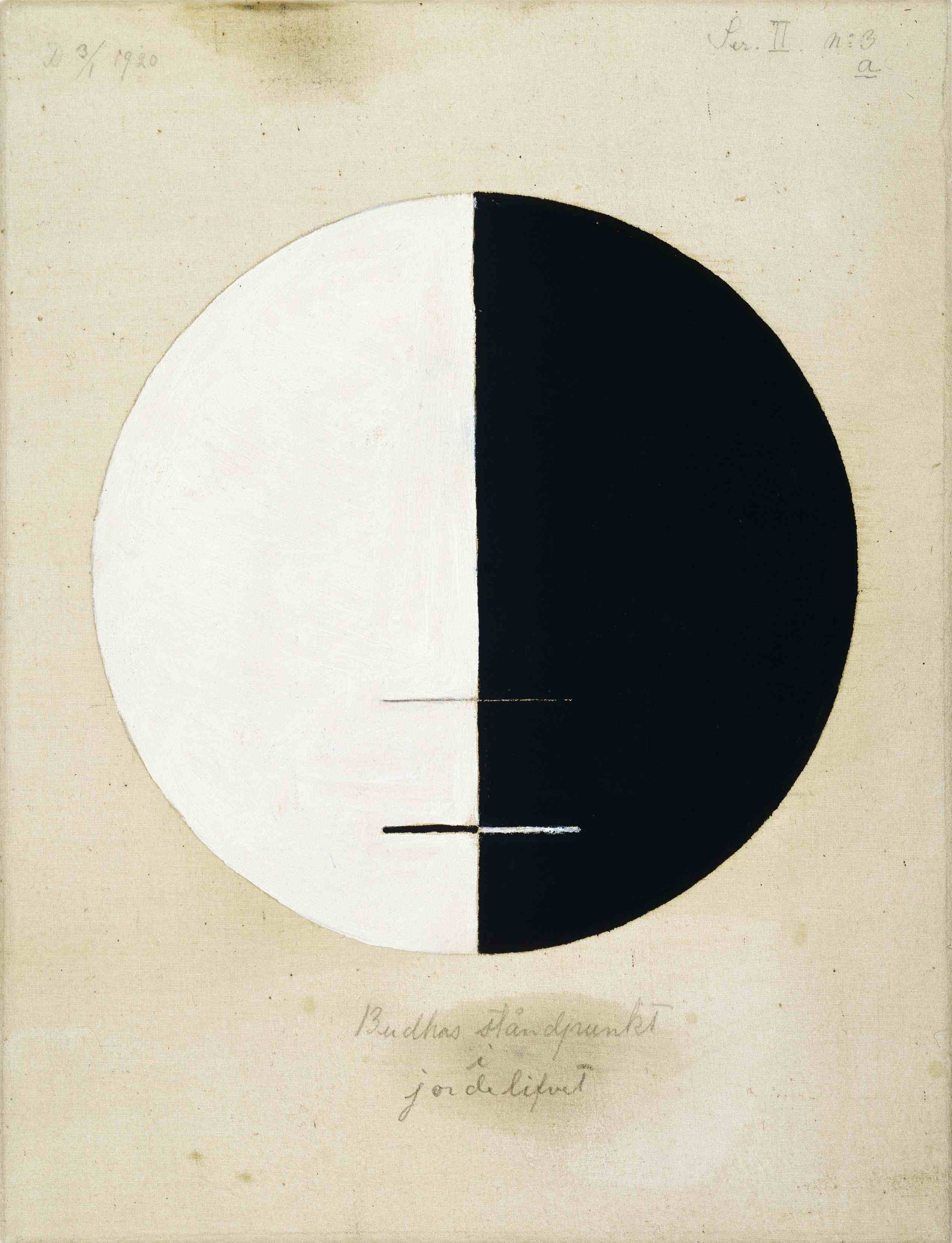
Le Point de vue de Bouddha sur la vie terrestre, no 3a, 1920.
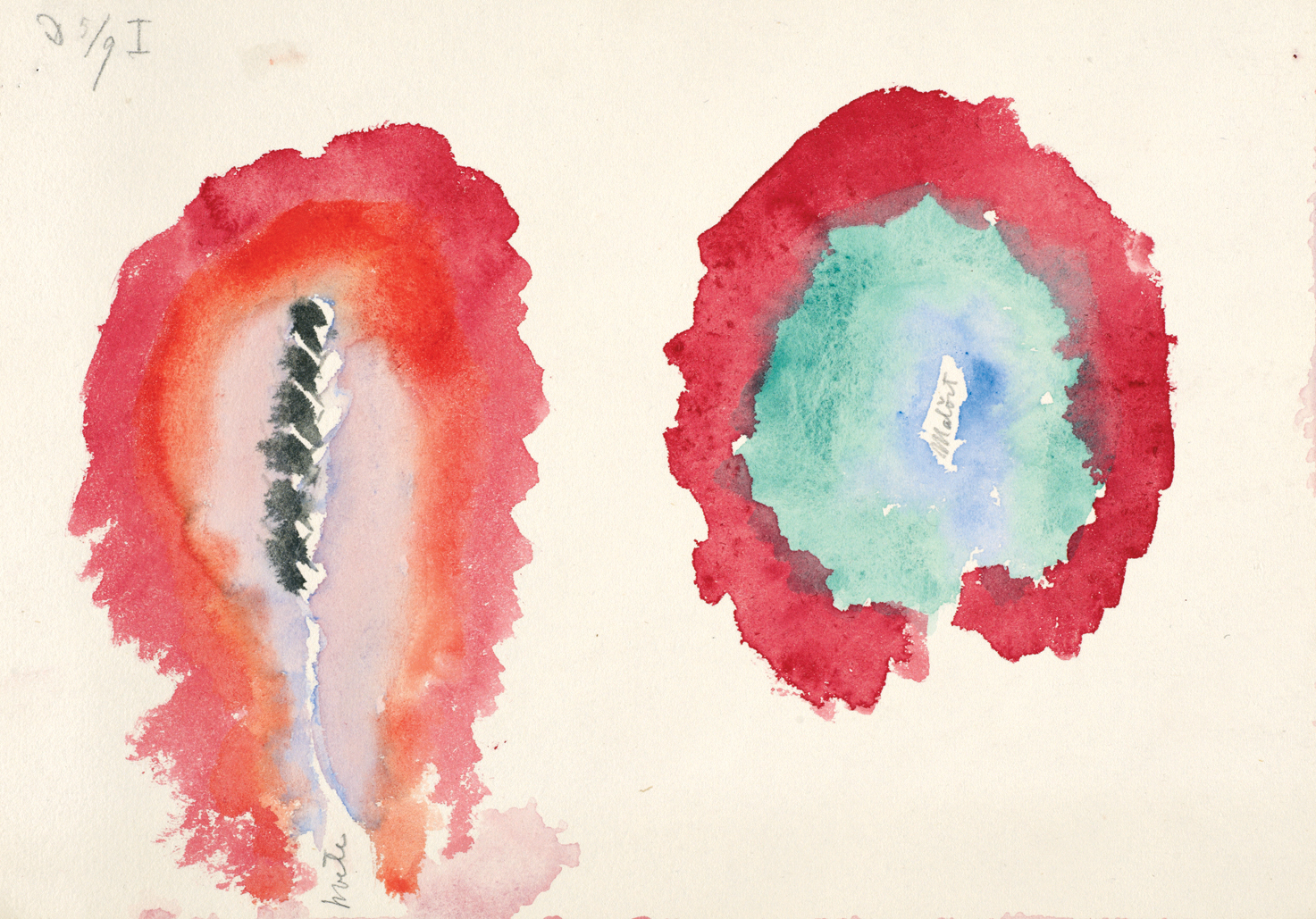
Le Blé et l'absinthe, 1922.

## Expositions posthumes
- The Spiritual in Art: Abstract Painting 1890-1985, musée d'art du comté de Los Angeles, Los Angeles, du 23 novembre 1986 au 8 mars 1987[14].
- Exposition itinérante :
  - Musée d'art contemporain de Chicago, du 17 avril au 19 juillet 1987 ;
  - Musée municipal de La Haye, la Haye, du 1er septembre au 22 novembre 1987.
- Hilma af Klints hemliga bilder, Nordic Art Association, Sveaborg Helsinki, Finlande, 1988-1989.
- Ockult målarinna och abstrakt pionjär, Moderna Museet, Stockholm, 1989-1991.
- Exposition itinérante : 
  - Göteborgs Konsthall ;
  - Lunds Konsthall ;
  - Fyns Kunstmuseum ;
  - Okkultismus und abstraction, Die Malerin Hilma af Klint, Albertina, Vienne, 1991-1992.
- Exposition itinérante :
  - Kunsthaus Graz, Graz, Autriche ;
  - musée d'Art moderne de Passau, Allemagne.
- Målningarna till templet (Les tableaux du temple), Liljevalchs konsthall, Stockholm, 1999-2000.
- The Paradise, The Douglas Hyde Gallery, Dublin, 2004–2005.
- 3 x Abstraction: New Methods of Drawing, Drawing Center, New York, 2005-2006[15].
- Exposition itinérante : Santa Monica Museum of Art[16] ; musée irlandais d'Art moderne, Dublin.
- An Atom in the Universe, Camden Arts Centre, Londres, 2006.
- The Alpine Cathedral and The City-Crown, Josiah McElheny, Moderna Museet, Stockholm, du 1er décembre 2007 au 31 mars 2008, représentée par 14 tableaux.
- The Message. The Medium as artist - Das Medium als Künstler, Bochum, Allemagne, du 16 février au 13 avril 2008, représentée par quatre tableaux.
- Traces du sacré, musée national d'Art moderne, Paris, du 7 mai au 11 août 2008, représentée par sept tableaux[17].
- Exposition itinérante :
  - Haus der Kunst, Munich, du 18 septembre 2008 au 11 janvier 2009 ;
  - Hilma af Klint – Une modernité révélée, Centre culturel suédois, Paris, du 10 avril au août 2008, représentée par 59 tableaux.
- De geheime schilderijen van Hilma af Klint, Museum voor Moderne Kunst, Arnhem, Pays-Bas, du 7 mars au 30 mai 2010.
- Beyond Colour, See! Colour!, quatre expositions individuelles au Kulturforum à Järna, Suède. Avec entre autres James Turrell, Rudolf Steiner, du 14 mai au 2 octobre 2011.
- Hilma af Klint - A Pioneer of Abstraction, Moderna Museet, Stockholm, du 16 février au 26 mai 2013[18],[19].
- Exposition itinérante :
  - musée d'Art contemporain, Berlin, 2013[20],[21] ;
  - Musée Picasso, Malaga, Espagne, 2013-2014[22] ;
  - Musée d'Art moderne Louisiana, Copenhague, Danemark, 2014[23] ;
  - Centre d'art Henie-Onstad, Oslo, Norvège 2015 ;
  - Kumu, Tallinn, Estonie, 2015.
- Cosa mentale. Les imaginaires de la télépathie dans l'art du XXe siècle, Centre Pompidou-Metz, du 28 octobre 2015 au 28 mars 2016[24], représentée par neuf tableaux.
- Hilma af Klint: Painting the unseen, Serpentine Gallery, Londres, du 3 mars au 15 mai 2016[25].
- La règle et l’intuition, abbaye de Montmajour, Arles, du 3 avril au 18 septembre 2016.
- The Keeper, New Museum of Contemporary Art, New York, du 20 juillet au 2 octobre 2016[26].
- Jardin infini. De Giverny à l’Amazonie, Centre Pompidou-Metz, du 18 mars au 28 août 2017[27].
- Au-delà des étoiles - Le Paysage Mystique, musée d'Orsay, Paris, du 14 mars au 25 juin 2017[28].
- L’emozione dei COLORI nell’arte, galerie civique d'art moderne et contemporain de Turin, du 14 mars u 23 juillet 2017[29].
- As Above, So Below, musée irlandais d'Art moderne, Dublin, du 13 avril au 27 août 2017[30],[31].
- Intuition, Palazzo Fortuny, Venise, du 13 mai 2017 au 26 novembre 2017[32],[33].
- Göteborg International Biennial for Contemporary Art (GIBCA), Göteborgs Konsthall, Göteborg, Suède, du 9 septembre 2017 au 19 novembre 2017[34].
- Hilma af Klint, Musée Solomon R. Guggenheim, New York, du 12 octobre 2018 au 23 avril 2019[35].
- Hilma af Klint: The Secret Paintings, City Gallery Wellington (en) du 4 décembre 2021 au 27 mars 2022[36]